# 弗氏鷗

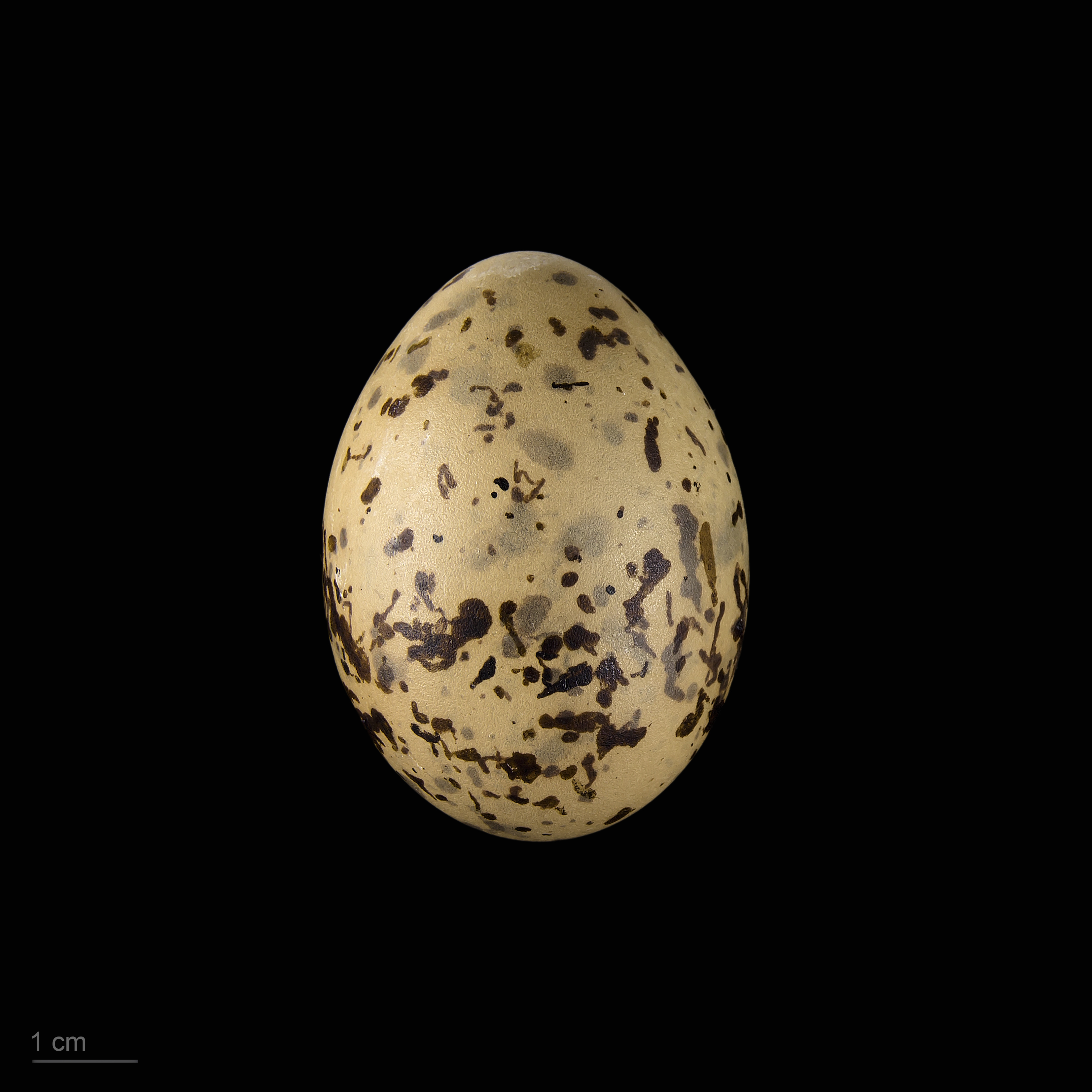
卵 Leucophaeus pipixcan

弗氏鷗（学名：Leucophaeus pipixcan）为鷗科豚鷗屬下的一个种。

## 扩展阅读
- 維基物種上的相關：弗氏鷗